# Marie-Jeanne Riccoboni
Marie-Jeanne Riccoboni (Paris, 25 octobre 1713 - Paris, 7 décembre 1792) est une comédienne et romancière française.

## Biographie

### Origines
Elle est née à Paris en 1713. Les parents de Marie-Jeanne Riccoboni, Marie-Marguerite Dujac, une Parisienne, et Christophe de Heurles du Laboras (ou du Labourat), bourgeois de la ville de Troyes, se sont mariés le 29 avril 1710 à Paris en l’église de Sainte Croix, sur l’île de la Cité.
Leur fille, Marie-Jeanne de Heurles de Laboras, est baptisée le 26 octobre 1713, le lendemain de sa naissance, à la paroisse Saint Eustache, dans ce qui sera le quartier moderne des Halles, et qui restera sa paroisse sa vie durant. Elle se mariera et sera ensevelie dans l’enceinte de la même église.
Son père, condamné pour bigamie le 4 juin 1714, doit revenir auprès de sa première épouse à Troyes. La jeune Marie-Jeanne et sa mère sont alors de fait abandonnées et la première déclarée fille d’une liaison illégitime. Elle est alors placée dans une institution religieuse et destinée au cloître. Elle manifeste pourtant son refus de se conformer à la décision prise et sa mère doit l’en retirer à l’âge de 14 ans, en 1728. Ses relations avec sa mère sont alors très difficiles.

### Mariage et liaisons
Le 7 juillet 1734, Marie-Jeanne épouse Antoine-François Riccoboni, fils de Luigi Riccoboni, célèbre acteur et directeur de la Comédie italienne. Marie-Marguerite Dujac, sa mère devenue nécessiteuse vit alors avec le couple ; Marie-Jeanne Riccoboni la soignera jusqu’à sa mort en 1769. Le mariage est malheureux : les gazetiers du siècle rapportent que l'époux était fantasque, extravagant et parfois brutal[réf. souhaitée]. Il disparaît par exemple en province entre mai 1736 et mars 1737. Marie-Jeanne accompagnera son époux jusqu'à son décès en 1772.
Marie-Jeanne Riccoboni a peut-être eu à cette époque une passion malheureuse pour le comte de Maillebois, passion qui aurait duré une dizaine d'années, jusqu'à ce que le comte épouse la fille unique du marquis d’Argenson. Probablement en 1764, elle rencontre Robert Liston, jeune diplomate, qui a trente ans de moins qu’elle (il est né en 1742). Leur conformité d’opinions et de goût, le sentiment d’avoir trouvé en lui tout l’idéal masculin qu’elle avait constamment essayé de définir dans ses romans feront qu’elle éprouve pour lui une passion dite platonique, à la fois maternelle et amoureuse.

## Une vie d'artiste et d'intellectuelle

### L'actrice
Par son mariage avec Antoine-François Riccoboni, Marie-Jeanne de Heurles de Laboras entre dans une famille d’artistes et d’intellectuels renommés. Elle monte pour la première fois sur scène le 23 août 1734, à l'Hôtel de Bourgogne, dans la troupe de la Comédie italienne, où elle fera toute sa carrière (elle prendra sa retraite en 1760). De son propre aveu, elle n’est pas très douée pour la comédie et apparaît comme une actrice froide. Elle ajoute dans sa correspondance qu’il lui était offert d’entrer à la Comédie-Française et qu’elle se sentait plus de dispositions pour la tragédie que pour la comédie, mais que son mari s’y opposa toujours. Sa réputation posthume a surtout souffert d'avoir été épinglée par Diderot, dans le Paradoxe sur le comédien, comme « l'une des plus mauvaises actrices de son temps ».

### La femme de lettres
Marie-Jeanne Riccoboni fréquente le salon des d’Holbach, sans doute aussi celui des Helvétius. Elle y rencontre les grands philosophes anglais de l’époque, comme Adam Smith et David Hume, avec qui elle correspond, et pour qui elle aura autant d’admiration que d’affection.
Mais son goût pour la philosophie s’émousse très vite. Elle finit par s’éloigner des salons et des discussions qui s’y déroulent, trop violentes et trop partisanes à son goût. Elle accuse dans sa correspondance les philosophes français d’être à leur manière aussi sectaires que les religieux qu’ils attaquent sans cesse, et d’utiliser à leur profit les méthodes intolérantes qu’ils condamnent chez les prêtres.

### La romancière
En 1761, Marie-Jeanne Riccoboni se retire de la scène pour se consacrer à la littérature et s’installe rue Poissonnière avec son amie Thérèse Biancolelli. Les débuts de sa carrière littéraire, tout de suite couronnée par des succès, lui valent la considération et l’estime de Diderot, qui dit d’elle : « Cette femme écrit comme un ange, c'est un naturel, une pureté, une sensibilité, une élégance, qu'on ne saurait trop admirer ».

#### Romans épistolaires
Elle écrit dix romans et cinq nouvelles, mettant au goût du jour le style épistolaire, à l’imitation de Richardson, dont les ouvrages traduits par l'abbé Prévost avaient eu un immense succès en France.
Elle débute en 1757 par les Lettres de Fanny Butler, souvent considérées comme relatant l’épisode de sa malheureuse liaison avec le comte de Maillebois, puis elle publie successivement l’Histoire du marquis de Cressy (1758) et les Lettres de Juliette Catesby (1759).

#### Suites et adaptations
En 1761, elle écrit une Suite de la vie de Marianne, si bien imitée de Marivaux (La Vie de Marianne) qu’il faudra publier une mise au point pour détromper le public.
Avec Ernestine, en 1762, elle obtient un grand succès : La Harpe affirma qu’« Ernestine » était son « diamant » et loue son style. Laclos en tira un drame lyrique mis en musique par le chevalier de Saint–Georges, en 1777.

#### Une œuvre abondante et diversifiée
Suivent une adaptation libre de l’Amelia de Fielding en 1762, les Lettres de la comtesse de Sancerre, en 1767 et les Lettres d’Elizabeth–Sophie de Vallière en 1772. Avec les Lettres de Milord Rivers, en 1777, elle écrit une sorte de roman-testament, qui résume ses points de vue sur la société et la morale. Ensuite, elle publie encore cinq nouvelles : l’Histoire d’Aloïse de Livarot, l’Histoire de Gertrude et Roger, l’Histoire de Christine de Suabe, toutes s’inspirant du Moyen Âge, puis l’Histoire de Deux jeunes amies, et la Lettre de la marquise d’Artigues à sa sœur.
Outre quelques pièces de vers, un bref essai de périodique dans le goût des journaux de Marivaux, L'Abeille, et une  pièce de théâtre, Les Caquets, en 1761, Marie-Jeanne Riccoboni a aussi traduit cinq pièces de théâtre anglaises, écrites entre autres par David Garrick ou George Colman le Jeune.
D'après la Correspondance littéraire de juin 1768, c'est elle qui, avec Marie-Thérèse Biancolelli, est l'auteure du livret de l'opéra Sophie, ou le mariage caché de Josef Kohaut, inspiré de la pièce The Clandestine Marriage de David Garrick et George Colman l'Ancien,.

## Fin de vie
Marie-Jeanne Riccoboni meurt le vendredi 7 décembre 1792 dans la misère, la tourmente révolutionnaire ayant fait supprimer la pension royale qui lui permettait de subsister. Elle s’éteint dans les bras de son amie Thérèse, la laissant héritière du peu de biens qui lui restait.

## Noms et pseudonymes
Marie-Jeanne de Riccoboni a porté plusieurs noms et pseudonymes. La BNF retient la forme internationale « Riccoboni » pour le nom, « Marie-Jeanne » pour le prénom et « 1713-1792 » pour ses dates de naissance et de décès.

### Patronymes
- Marie de La Boras
- Marie-Jeanne Laboras de Mézières
- Marie-Jeanne de Laboras de Mézières
- Marie-Jeanne de Heurles de Laboras
- Marie Jeanne de Heurles Laboras de Mezières[14]

### Nom d'alliance
- Madame Riccoboni

### Pseudonyme
- Adélaïde de Varançai[15]

## Œuvres
Œuvres complètes : 
- Œuvres complètes de Mme Riccoboni, première édition en 7 volumes, Société typographique, Neuchâtel, 1780[16].
- Œuvres complètes de Mme Riccoboni, Nouvelle édition, Éditions Volland, Paris, 1786[17].
- Œuvres complètes de Mme Riccoboni, Éditions Foucault en 6 volumes, Paris, 1818[18].

Éditions modernes
- Madame Riccoboni’s letters to David Hume, David Garrick, and sir Robert Liston : 1764-1783, Oxford, The Voltaire Foundation, 1976.
- Lettres de Mistriss Fanni Butlerd (1757), Genève, Librairie Droz, 1979[19].
- Lettres de Milady Juliette Catesby à Milady Henriette Campley, son amie (1759), Paris, Desjonquères, 1983  (ISBN 2904227032).
- L’Histoire du marquis de Cressy (1758), Paris, Des Femmes, 1987  (ISBN 2721003496) Texte en ligne.
- Histoire d’Ernestine (1762), Paris, Côté femmes, 1991  (ISBN 2907883283).
- Lettres de Mylord Rivers à Sir Charles Cardigan (1777), Genève, Droz, 1992.
- Lettres de Milady Juliette Castesty à Milady Henriette Campley son amie (1759). Paris, Desjonquières, 1997  (ISBN 2904227997) Texte en ligne.
- Histoire de Miss Jenny (1764), Paris, Indigo et Côté femmes, 1999  (ISBN 291157155X) Texte en ligne.
- Amélie : sujet tiré de Mr Fielding, Paris, Indigo et Côté Femmes, 2000  (ISBN 2911571886).
- Histoire de deux amies, Paris, Indigo et Côté femmes, 2001  (ISBN 291437805X).
- Histoire des amours de Gertrude, dame de Château-Brillant et de Roger, comte de Montfort, Paris, Indigo et Côté femmes, 2001  (ISBN 2914378068).
- Histoire d’Aloïse de Livarot (1780), Indigo & Côté femmes, 2002  (ISBN 2914378254).
- Lettres d’Adélaïde de Dammartin, comtesse de Sancerre, au comte de Nancé, son ami (1767), Paris, Desjonquères, 2005  (ISBN 2843210801) Texte en ligne
- Trois histoires amoureuses et chevaleresques, Reims, Presses universitaires de Reims, 2005  (ISBN 2915271089).
- Lettres de Sophie de Vallière (1770), Paris, Indigo et Côté femmes, 2005  (ISBN 2914378807).
- La Vie de Marianne / La Suite de Marianne (1761), Paris, Garnier-Flammarion  (ISBN 2080703099) Texte en ligne[20].

En collaboration avec Antoine-François Riccoboni
- Les Caquets, pièce de théâtre[21], 1761.

## Sources
- Jean Fleury, Marivaux et le marivaudage, Paris, Plon, 1881, p. 167-93.
- Gustave Vapereau, Dictionnaire universel des littératures, Paris, Hachette, 1876, p. 1731-2.
- Jan Herman, Kris Peeters et Paul Pelckmans, Mme Riccoboni, romancière, épistolière, traductrice : Actes du colloque international Leuven-Antwerpen, 18-20 mai 2006, Louvain-Paris-Dudley, Éditions Peeters, coll. « La République des Lettres », 2007, 352 p. (ISBN 978-2-87723-994-3, BNF 41213017, présentation en ligne)